# Heilige Piby
De Heilige Piby is de Bijbel van de Rastafari's, geschreven door Robert Athlyi Rogers van Anguilla tussen 1913 en 1917. Het is eigenlijk een soort tweede versie van de Bijbel zoals de christenen die kennen, maar dan vanuit een Afrikaans standpunt. Ze geloven dat onder leiding van de eerste pausen de oude Bijbel verkeerd is vertaald om God en de profeten als blank in plaats van zwart voor te kunnen stellen. Het bevat ook een extra hoofdstuk waarin het leven van de zwarte man wordt uitgestippeld als zijnde glorieus van oorsprong tot Armageddon en verder.
Grote delen van deze zwarte Bijbel worden vanaf dan razendsnel verscheept naar Kimberley in Zuid-Afrika.
Hier worden ze verdeelt en gretig gelezen door de zwarte gemeenschap. Missionarissen van de Black Supremacy richten zelfs een eigen kerk op: Afro-Athlican Constructive Church (AACC). De Kerk bestaat vooral uit leden van de plaatselijke diamantmijnwerkers.
In 1925 pas wordt ook in Jamaica, onder de naam Hamatic Church, zo'n kerk opgericht.
De Holy Piby is, naar eigen zeggen, de meest waarheidsgetrouwe vertaling van de eerste Bijbel, geschreven in het Amharic.
Dat deze Bijbel zoveel aanhang kreeg in zo'n korte tijd, zorgde voor heel wat frustraties bij de conventionele Christenen. De verspreiders van de Piby vluchten naar de bush in St.Thomas, in Oost-Jamaica.